# Kahoot!
Kahoot! este o platformă gratuită de învățare bazată pe joc și tehnologie educatională. Lansat în septembrie 2013 în Norvegia, Kahoot! este acum folosită de peste 50 milioane de oameni din 180 de țări. A fost proiectat pentru a fi accesibil la clasă și alte medii de învățământ din întreaga lume. Jocurile de învățare Kahoot! pot fi create de oricine, pe orice subiect și pentru elevi de toate vârstele. A câștigat rapid popularitate datorită faptului că se poate accesa folosind orice dispozitiv, calculator sau laptop care dispune de un browser web.